# Afrika Korps vs. Desert Rats
 (octobre 2015).
Si vous disposez d'ouvrages ou d'articles de référence ou si vous connaissez des sites web de qualité traitant du thème abordé ici, merci de compléter l'article en donnant les références utiles à sa vérifiabilité et en les liant à la section « Notes et références ».
Pour les articles homonymes, voir Desert Rats.
Afrika Korps vs. Desert Rats (Desert Rats vs. Afrika Korps aux États-Unis) est un jeu vidéo de tactique en temps réel tactique développé par Digital Reality sur PC et édité par Monte Cristo Multimédia en février 2004.
Après Imperium Galactica en 1997 et Haegemonia en 2002, deux jeux 4X, les développeurs de Digital Reality ont créé Afrika Korps vs. Desert Rats, un STR tactique, inspiré de Sudden Strike et de Blitzkrieg.
Le jeu se déroule en Afrique du Nord pendant la Seconde Guerre mondiale. Il permet de revivre les combats entre l'Afrika Korps, commandée par Rommel et les Desert Rats, surnom donné à la 7e Division Blindée britannique, commandée, elle, par Montgomery. Toutes les batailles sont inspirées de faits réels qui se déroulèrent entre février 1941 (peu après le déploiement de l'Afrika Korps en Afrique du Nord) et début mars 1943.
Afrika Korps vs. Desert Rats propose des graphismes 3D plutôt réussis et détaillés, comme, les traces des chenilles sur le sable, les ombres en temps réel, les dommages localisés, les explosions, les effets météorologiques variables... Les missions vont de la simple reconnaissance dans le désert, à l'escorte, en passant par le siège de forteresse. Le jeu se targue d'un haut niveau de réalisme de combat et des tactiques variées. Toutes les missions commencent par une séance d'information, un récapitulatif de l'arrière-plan historique et une phase de gestion. À tout moment le joueur peut faire une pause dans le jeu, réfléchir à la tactique, et donner des ordres précis avant de revenir au temps réel.
Un jeu vidéo, nommé D-Day, également développé par Digital Reality sur PC, est sorti en août 2004. Il est considéré comme la suite de Afrika Korps vs. Desert Rats, les évènements se déroulant au moment du Débarquement en Normandie le 6 juin 1944 et se poursuivant jusqu'au 20 août 1944.

## Synopsis
Le jeu se déroule en temps réel situé au cœur du désert. L'histoire qui sert de trame de fond évoque plus un jeu d'aventures qu'un jeu de stratégie. Deux amis d'études, l'un britannique, l'autre allemand, vont se retrouver par hasard en face l'un contre l'autre dans les sables libyens et mener, selon la formule de Rommel, une « guerre sans haine ».
Au début du jeu, trois personnes sont emprisonnées en Algérie, dans le Fort Lallemand en 1941, un britannique Sinclair, un américain Goose et un français Lafarge. Ils parviennent à s'échapper du Fort à l'aide d'un camion et rencontrent un officier allemand Hartmann tombé en panne en plein désert. Sinclair le connaît puisque c'était un de ses rivaux aux Jeux Olympiques de 1936 à Berlin. Malgré leur statut actuel d'ennemis, la vieille amitié est toujours présente entre les deux hommes. Les trois alliés décident de l'emmener avec eux rejoindre Lys, une amie de Lafarge, pilote d'avion qui doit les faire franchir la frontière tunisienne. Mais l'avion ne peut prendre que trois d'entre eux. Hartmann est volontaire pour rester sur place et attendre que ses troupes viennent le chercher. Chacun rentre donc dans son camp, et le jeu commence...

## Système de jeu

### Tactique
Le jeu nécessite d'élaborer des tactiques bien étudiées. Ainsi, il est possible d'accélérer, de ralentir le temps et même de mettre le jeu en pause pour donner des ordres aux unités (jusqu'à trois actions par unité) afin de mieux définir la stratégie. Il n'est, par conséquent, pas conseillé de foncer dans le tas sans réfléchir mais de bien planifier les attaques.
Une armée par défaut, une trentaine d'unités, est proposée à chaque début d'une mission. Les objectifs ainsi que les forces présumées de l’ennemi sont clairement exposés. La composition des unités engagées est équilibrée en fonction de la mission à accomplir. Toutefois, un petit système de budget en début de chaque partie permet de choisir, parmi une liste, les unités à retenir et adaptées à la mission. Les unités sont sélectionnées parmi des véhicules de transport plus ou moins rapides pour la reconnaissance et les manœuvres, parmi des chars pour tenir le choc face à l'ennemi et parmi quelques unités d'infanterie spécialisées : médecins, lance-flammes, grenadiers, snipers... L'aviation est également de la partie. Deux personnages clés jouent le rôle de commandant et permettent aux autres unités dans le rayon d'action du héros de bénéficier de bonus.
Toutes les constructions et tous les arbres peuvent être détruits. Les chars peuvent facilement se déplacer dans les zones boisées.
Chaque véhicule et chaque bâtiment peuvent être capturés, le joueur prenant ainsi le contrôle de celui-ci. 
Les hommes à pied peuvent rentrer dans les véhicules, ce qui aura pour effet non seulement d'augmenter la vitesse de déplacement, mais aussi d'accorder aux chars une meilleure visibilité et par voie de conséquence, une meilleure précision. Un équipage au complet est nécessaire pour rendre totalement opérationnel les véhicules. Il est possible d'augmenter sa puissance de feu en capturant des véhicules adverses dès lors qu'il n'y a plus personne dedans. C'est, d'ailleurs, la seule manière d'avoir de nouvelles unités au cours d'une partie. En effet il n'est pas permis d'ajouter des unités au cours d'une mission, sauf si celle-ci prévoit d'accorder des renforts.
Par conséquent, le jeu est donc loin des hordes de Sudden Strike. 
Une mission comprend des objectifs principaux nécessaires à la victoire, tel que protéger un convoi, détruire une base adverse, tenir une position... Des objectifs secondaires ainsi que des objectifs cachés permettent, s'ils sont remplis, de gagner des points de prestige et de débloquer des unités spéciales qu'il est ensuite possible de sélectionner dans la phase de préparation du combat.

### Unités
L'histoire de Afrika Korps vs. Desert Rats s'articule autour de cinq personnages déterminants dans les évènements qui se déroulèrent sur le front d'Afrique du Nord pendant la Deuxième Guerre mondiale. Deux de ces personnages tiennent un rôle clé : Erich von Hartmann et Gregory Sinclair. Chacun d'entre eux possède un journal, accessible en cours de partie via le mode Histoire ou Campagne. Ce journal a pour but de donner un aperçu du contexte historique du conflit et des enjeux de chaque mission.

#### Les héros
- Erich von Hartmann
Héros allemand de Afrika Korps vs. Desert Rats. Il fut le concurrent du britannique Sinclair lors des Jeux Olympiques de 1936. C'est un officier accompli de la 2de armée de Panzers de Guderian. Après une rude période passée sur le front polonais, qui lui valut une décoration, il fut affecté au Panzergruppe Afrika à la fin de 1940.
- Gregory Sinclair
Héros britannique de Afrika Korps vs. Desert Rats. Sinclair et Hartmann ont un passé commun et cela a scellé une amitié fondée sur un subtil mélange de haine et d'affection. Expert reconnu des tactiques d'infanterie et de la guerre mécanisée, le commandant Sinclair fut affecté à la 8e Armée de Sa Majesté pendant l'été 1940. Prisonnier de guerre du gouvernement de Vichy depuis octobre 1940. Il parvient, au début de l'aventure, à s'évader du Fort Lallemand.

#### Les personnages secondaires
- Marius Lafarge
Lafarge est un capitaine français de la Légion étrangère, il était le troisième plus haut gradé de la garnison pétainiste Lallemand. Mis aux arrêts pour ses opinions contre le gouvernement de Vichy, il se joint à Sinclair pour s'évader du Fort. Il projette de rejoindre les Forces Françaises Libres et connait une certaine "Lys" susceptible de leur faire traverser le désert par la voie des airs.
- Gunnery Goose
Conseiller technique de l'US Army, affecté à la Royal Armored Corps depuis 1939, il est envoyé en Europe pour enseigner aux Britanniques les finesses de pilotage des chars Sherman au combat. Il s'est fait passer pour un journaliste photo avant d'être capturé par les Français. Le Sergent Goose est un battant né qui se distingue par sa force et sa résistance.
- Lys, alias Mme Dornier
Actrice vivant en Tunisie, ses origines restent floues. Lys est une version nord-africaine de la Diva Hollywoodienne. Elle est au service des plus importantes organisations de renseignements de la région. Elle est également une pilote accomplie. Elle entretient une relation amoureuse avec Lafarge.
- El Ifrit (Campagne de l’Axe)
Prétendu chef du désert, El Ifrit combat pour la faction qui l’a soudoyé en dernier. En réalité, c’est un patriote égyptien et un atout de poids pour les Alliés en Afrique du Nord. S’il n’a pas pris part au conflit politique opposant les deux camps, il est pourtant bien déterminé à combattre les Allemands jusqu’à sa mort.
- Joachim Beck (Campagne des Alliés)
Membre actif du parti nazi allemand, Joachim Beck est le reflet sombre d’Erich von Hartmann et l’antithèse de « la guerre sans haine » de Rommel.

#### Les autres unités
Plus de 70 unités différentes sont disponibles, chacune ayant ses caractéristiques propres dont huit soldats spécialisés (fusilier, éclaireur, mitrailleur, médecin, ingénieur, lance-flamme, sniper, grenadier) et  sept catégories de véhicules (reconnaissance, char, antichar, artillerie, artillerie anti-aérienne, transport, soutien aérien). Trois niveaux d’expérience peuvent être atteints par chacune des unités selon le taux de réussite du joueur à chaque mission.
Les unités d'infanterie peuvent entrer dans les bâtiments, bunkers, tranchées, camions, chars..., pour s'en servir comme armes ou moyens de transport. En fait les véhicules n'ont pas d'équipages proprement dit, chaque unité d'infanterie pouvant faire office de servants. Il est possible, et on en a souvent l'occasion, de s'emparer de matériels ennemis quand les servants sont tués. Des armes lourdes (canon) sont également manipulables. Le contrôle des unités se fait par combinaison de clics gauches-clics droits.
De plus, de nombreuses unités disposent de capacités spéciales : guérir des troupes, retirer des mines, réparer du matériel... Les unités, mais aussi les véhicules ennemis capturés, pourront être préservées de missions en mission et gagner de l'expérience.

### Modes de jeu
Plusieurs modes de jeu sont disponibles.

#### Modes Solo
Il y a trois façons de jouer les missions solo du jeu.
- Le mode Histoire propose les 19 missions du jeu dans l'ordre chronologique, en commençant par la campagne de l'Axe pour finir par celle des Alliés. Ce mode comprend des "missions historiques" intermédiaires qui permettent de suivre le drame qui se déroule entre les divers personnages.
- Le mode Campagne permet de passer directement aux 8 missions de la campagne de l'Axe ou aux 6 missions de la campagne des Alliés. Il est toutefois recommandé de jouer en mode Histoire, car en termes de difficultés, la campagne Alliés a été prévue pour être jouée après celle de l'Axe (la campagne des Alliés est plus difficile que celle de l'Axe). Chaque campagne débute et s'achève par une courte scène cinématique qui résume brièvement le contexte historique.
- Le mode Scénario permet de rejouer toutes les missions de la campagne de l'Axe ou des Alliés, qui ont été "débloquées", c'est-à-dire terminées.

#### Modes Multijoueur
Afrika Korps vs. Desert Rats propose 3 modes multijoueur différents et peut accueillir jusqu'à 4 joueurs en réseau local ou sur Internet (via la plate-forme GameSpy) qui s'affrontent simultanément sur la même carte.
Chaque mode de partie comporte 2 ou 3 cartes spécifiques.
- Le mode Deathmatch
Il s'agit d'un mode Match à mort classique dans lequel le joueur qui parvient à éliminer tous ses adversaires est déclaré vainqueur.
- Le mode Conquête
Dans ce mode (proche d'un Capture the Flag), des drapeaux sont placés à des coordonnées stratégiques de la carte. Les deux camps partent d'un quartier général (Q.G.), bien défendu par des mines et des bunkers. Le but de ces parties consiste généralement à capturer ces drapeaux sur le terrain. Pour s'emparer d'un drapeau, il suffit de s'en approcher en ayant pris soin d'éliminer toutes les unités ennemies dans le secteur. Les conditions de victoire dépendent des options choisies : s'emparer de tous les drapeaux de la carte, détenir le plus grand nombre de drapeaux au terme du compte à rebours, éliminer toutes les unités ennemies ou capturer un nombre prédéterminé de drapeaux sans limite de temps.
- Le mode T-EA (de Tobrouk à El-Alamein)
L'un des camps commence la partie comme agresseur et l'autre comme défenseur, mais ils possèdent chacun une petite ville de part et d'autre de la carte. L'attaquant doit essayer de vaincre le défenseur dans une limite de temps impartie, au terme de laquelle ce dernier reçoit des renforts. À ce moment-là, les troupes qui attaquaient doivent se replier sur leur Q.G. pour survivre. Si elles sont parvenues à contenir l'assaut au terme du nouveau compte à rebours, elles reçoivent à leur tour des renforts pour lancer une contre-attaque. La partie prend fin une fois que chaque camp a reçu trois vagues de renforts. Pour l'emporter, il suffit d'éliminer toutes les unités ennemies.

## Campagnes
Deux campagnes sont proposées, une pour chaque camp (14 missions au total). Les missions comportent à la fois de véritables combats (faire face à une attaque de blindés britanniques, occuper une oasis) ou des liaisons spéciales (empêcher un appareil de décoller d'un aérodrome par exemple) mais proposent à chaque fois également de petites astuces, comme de découvrir un canon abandonné sur une colline et s'en emparer ou faire le tour de l'objectif par des chemins de traverse pour éviter de déclencher l'alarme.
Les campagnes sont ponctuées de diverses animations qui déroulent l'histoire des relations entre deux officiers (Hartmann et Sinclair) et font apparaître quelques personnages hauts en couleur, comme une Mata Hari du désert ou un sympathique légionnaire français.
Les missions sont fortement scriptées, c'est-à-dire que certains évènements se déclenchent à des moments précis, comme l'arrivée de renforts, un strafing de Spitfire ou l'activation d'unités ennemies. Les héros jouent le plus souvent le rôle de déclencheur, leur survie est donc primordiale.

### Campagne des forces de l'Axe
La campagne de l'Axe comporte 8 missions.

### Campagne des forces Alliées
La campagne des Alliés comporte 6 missions.

## Musique
La bande son du jeu, enregistrée par l'Orchestre Symphonique de Vienne, a été réalisée par des compositeurs hongrois, Ervin Nagy (en) et Tamás Kreiner (en), qui ont travaillé ensemble sur de nombreux projets, parmi lesquels le jeu vidéo Haegemonia. Comparé à d'autres, le rythme de Afrika Korps vs. Desert Rats est plutôt lent. Le joueur doit faire de nombreux choix tactiques avant de déplacer ses troupes sur le champ de bataille. La musique de Nagy et Kreiner cherche toujours à être en accord avec le rythme du jeu. Afrika Korps vs. Desert Rats séduit par sa musique militaire bien orchestrée qui maintient le drame à tout moment.

## Mise à jour
Version 1.18 
Améliorations graphiques
- Nouvelle interface graphique : tous les écrans de menu ont été redessinés pour plus d'ergonomie et un aspect plus moderne ;
- Nouvelles icônes de jeu :
  - Toutes les icônes dans la partie gestion et les icônes des héros ont été redessinées et sont maintenant en 3D ;
  - Les icônes de l'interface graphique ont été redessinées avec des modèles 3D à la place des modèles 2D.

Améliorations dans le jeu
- Ajout d'une fonction de sortie automatique d'un véhicule ou d'un bâtiment : les unités à l'intérieur des véhicules ou des bâtiments peuvent sortir par un simple clic droit sur le véhicule ou le bâtiment ;
- Nouvelles fonctionnalités multijoueur :
  - Les drapeaux ne peuvent maintenant être capturés que par les soldats, et plus par les véhicules ;
  - Des champs de mines entourent les drapeaux ;
- Nouvelles options :
  - Le délai d'apparition des infos-bulles peut être paramétré ;
  - La bibliothèque son peut maintenant être choisie (EAX ou autre...).

Améliorations techniques
- Compatibilité totale entre les versions des différents pays en différentes langues : quand toutes les versions sont en 1.18, les joueurs qui ont acheté leur jeu en France, Allemagne, Angleterre, États-Unis, Italie, Espagne... peuvent tous jouer ensemble ;
- Amélioration de la compatibilité avec les cartes vidéos, notamment pour les cartes NVIDIA GeForce 4 MX et ATI Radeon 7500 ;
- Amélioration de l'affichage des polices et du texte pour une meilleure lisibilité dans toutes les résolutions.

## Accueil
Le jeu a été globalement bien accueilli par la presse. Jeux vidéo Magazine (no 40 - février 2004) lui donne la note de 17/20 et lui attribue son label "Choix de la rédaction". PC Jeux (no 73 - février 2004) lui attribue un 92 % et PC4War (no 9 - février-mars 2004) une note de 4/5. On peut trouver d'autres bonnes notes dans la presse écrite et sur Internet, par exemple dans : Gen4 (no 174 - février 2004) 76 %, Joystick (no 156 - février 2004) 7/10, IGN 7,2/10.
Sur le plan technique le jeu est très apprécié. Tout le graphisme est en 3D, avec notamment, la possibilité de zoomer sur la carte et de faire tourner la caméra. La musique et les bruitages font également partie des réussites du jeu en s'adaptant à l'action. Sur le plan tactique, les choix sont multiples et obligent à prendre en compte de nombreux paramètres. Ainsi, tout le réalisme repose sur un juste équilibre entre la réflexion et l'action en temps réel.
D'autres critiques restent néanmoins mitigées comme celles de Canard PC (no 9 - 28 janvier 2004) 6/10 et de Gamekult 6/10. En effet, le jeu de Digital Reality présente une réalisation impeccable mais une durée de vie un peu limitée. Tout le sel des missions repose sur une série d'évènements scriptés dont l'effet de surprise joue rarement deux fois. Le jeu, avec seulement deux campagnes sur une période historique très "petite", innove peu et reprend des concepts déjà éprouvés par d'autres STR qui offrent des scénarios souvent beaucoup plus riches. L'interface de commande des unités est également peu pratique avec des raccourcis clavier souvent mal trouvés. Sur le terrain, les soldats se ressemblent tous dès que l'on est plus en zoom maximum. On a alors du mal à faire la différence entre les alliés et les ennemis (même couleur dans les deux camps). Les critiques se portent aussi sur le mode multijoueur, très insuffisant, avec seulement 3 cartes disponibles dans ce mode et aucun éditeur de cartes.

## Voir Aussi